# Hotimir Tivadar
Hotimir Tivadar (Maribor, 1975. július 12. –) szlovén nyelvész, fonológus.

## Élete
A muravidéki Hársligeten nőtt fel, általános iskolai tanulmányait Belatincon végezte. Muraszombatban érettségizett, majd jogi hallgatónak jelentkezett a ljubljanai egyetemre 1993-ban. A sikeres felvételi vizsga ellenére a bölcsészkari tanulmányok mellett döntött a szlovén nyelv szakán. A négyéves stúdium elvégzése után féléves abszolvensi tanulmányra utazott ki Csehországba, ahol már 1994-ben és 1999-ben is részt vett nyári iskolákon, s ahová gyakran visszatér.
A cseh nyelv és irodalom katedrán, valamint a hangtani intézetnél tanult Prágában ahol doktori disszertációja egy részét is írta. Asszisztensként a szlovén nyelv és irodalom katedráján is vállalt állást, ahol hangtannal foglalkozott.
Házas, felesége Andrijana Trojak gyógyszerész, akitől két gyermeke született.

## Munkássága
Szakterülete a hangtan, beszéd, rádiós beszéd és akusztikus hangtan. Foglalkozik ezenkívül szónoklattannal, a nyilvános fellépés elméletével és gyakorlatával, a helyes kiejtéssel, helyesírással, tanulmányi programok reakkreditációjával, helyes kiejtéssel foglalkozó szlovén nyelvű szövegekkel, illetve a muravidéki (vend) nyelvvel. Aktívan közreműködik szaktudományos cikkek szerkesztésénél.
A prágai egyetemmel, valamint a lengyelországi toruńi egyetem Nikolausz Kopernikusz nevét viselő karával szoros munkakapcsolatban áll. Ugyanilyen jellegű a kapcsolata a ljubljanai elektrotechnikai karral és a zágrábi hangtani karral. A hangtani tudományos mellett a szlovén, mint idegen nyelv tanítását célzó központtal is együttműködik.
1999-ben, 2003-ban, 2010-ben és 2013-ban konferenciákon vett részt Zágrábban, Prágában, Szkopjéban, Ljubljanában és Toruńban. Tagja a nemzetközi szlavisztikai comiténak és a szlovéniai szlavisztikai társaságnak.
2012 és 2013 között közös macedón-szlovén fonetikai-fonológiai kutatásokat vezetett. 2012-ben ő szervezte a Slavifon nevű nemzetközi fonetikai konferenciát.